# 마쓰키 겐지로
마쓰키 겐지로(일본어: 松木 謙治郎, 1909년 1월 22일 ~ 1986년 2월 21일)는 일본의 전 프로 야구 선수이자 야구 지도자, 야구 해설가·평론가이다.

## 인물

### 프로 입단 전
쓰루가 상업학교(현재의 후쿠이 현립 쓰루가 고등학교) 시절에는 1925년과 1926년에 전국 중등 학교 야구 우승 대회에 출전했다. 1927년에 메이지 대학에 진학, 리그 통산 79경기에 출전해 242타수 72안타, 타율 2할 9푼 8리와 24타점으로 도쿄 6대학 리그를 대표하는 강타자로 자리잡았다. 메이지 대학에 재학하던 당시 배우였던 도노 에이지로와는 같은 클래스 소속으로 마쓰키가 스포츠 선수이면서도 성적이 좋았기 때문에 도노는 시험을 볼 때면 마쓰키의 답안지를 컨닝하는 일이 종종 있었다고 한다. 졸업 후에는 비영리 팀인 나고야 철도국 야구부(현재의 JR 도카이 경식 야구부)에 속해 1933년 전일본 도시 대항 야구 대회에 출전하기도 했다(2회전 탈락). 1934년에 다롄 실업단으로 이적했다.

### 프로 입단 후
1936년에 창단한 지 얼마되지 않은 오사카 타이거스(1940년 9월부터 1946년 3월까지는 한신군으로 구단명을 변경)에 입단했다. 젊은 선수들이 주축이 된 팀에서 통솔력을 발휘하고 초대 주장과 4번 타자를 지냈다. 날지 않는 공의 전성기에서 장타력과 주력을 겸비한 좋은 선수로 1937년 이후 1루에 정착했다. 사와무라 에이지를 공략하기 위해 빠른 구속의 공을 던지던 기쿠야 요시오를 마운드에 앞에서 던지게 해(마쓰키는 “1, 2보 앞에서”라고 적고 있다) 그 공으로 타격 연습하는 것을 고안했다.
1937년 춘계 시즌에서 수위 타자와 홈런왕 등 타격 부문 2관왕을 차지했다. 1940년부터 겸임 감독으로 취임해 다음 해인 1941년 은퇴를 선언함과 동시에 감독직에서 사임했다. 이것은 팀 성적 부진에 대한 책임을 진 것으로 태평양 전쟁의 영향으로 징용될 가능성이 높아 저임금의 징용보다는 자원해서 군수 공장에 근무하는 것을 선택하기 위해서였다고 저서에서 적고 있다.

### 현역 은퇴 후
퇴단한 마쓰키는 1942년 5월부터 다이도 제강에서 근무했다. 입사가 반 년 가까이 지연된 것은 한신이 퇴단 증명서를 발행해주지 않았던 것이 원인이었는데 한신은 본래 마쓰키를 모회사인 한신 전기 철도에 입사시키려고 했기 때문이다. 또한 퇴단 당시에는 공로를 인정받아 8천 엔이라는 거금(당시 월급 2년치에 해당)을 받았고 이에 대한 감사로 전후에 감독으로 복귀했다고 한다. 다이도 제강에서는 야구를 하지 않는다는 조건으로 입사했으나 전무의 호소에 코치 겸 선수로 팀에 합류해 1942년 제16회 도시 대항 야구 대회에서 첫 출전에 준우승을 거두기도 했다. 하지만 이후 “프로 경험자가 비영리 팀에서 보기 흉한 모습을 보이고 싶지 않다”고 하며 팀을 떠났다.
1943년 8월에 보병 제19연대에 입대해 중국 대륙에서 훈련을 받고 1944년 9월 오키나와에 배속되었다. 당시에는 아직 전장이 아니었던 오키나와에 대해서 식량은 풍부하고 좋아하는 술도 자주 먹여주었기 때문에 지급된 군복이 몸에 맞지 않게 되었다고 회상했다. 그러나 1945년 봄부터는 오키나와 전투에 휘말렸다. 5월에 근처에 떨어진 박격포의 파편이 하반신에 맞아 부상을 당해 야전 병원에 입원했고 그곳에서 전투 중지를 맞이했다. 대장으로부터 해산 명령이 내려와 탈출을 도모했으나 도중에 미군에게 발견되어 포로가 되었다. 이후 이시카와 수용소에 보내져 그 곳에서 일본의 패전을 전해듣게 되었다. 마쓰키는 종군 경험을 전후 1974년에 《마쓰키 일등병의 오키나와 포로 일기》(고분샤)라는 책으로 간행했다. 재향 후 다시 다이도 제강에서 근무한 뒤 친정의 철공소(마쓰키 공업)를 이어 받아 사장이 되었다.

### 타이거스에 복귀 ~ 도에이 감독 시절

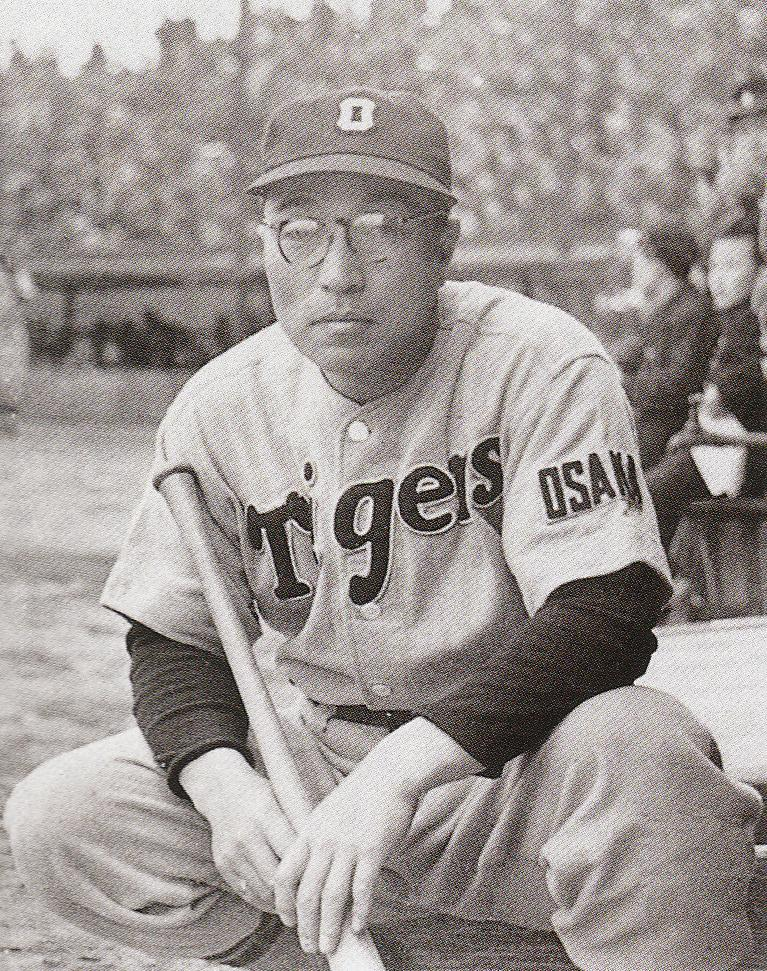
오사카 타이거스 감독 시절의 마쓰키(1952년 ~ 1953년 사이에 촬영)

1950년 센트럴 리그, 퍼시픽 리그라는 양대 리그가 출범하여 타이거스를 떠나 마이니치 오리온스로 자리를 옮긴 와카바야시 다다시 대신 후지무라 후미오의 추천을 받아 감독으로 복귀했다. 이와 동시에 선수로 복귀했으나 1951년에 은퇴하고 감독에 전념했다. 1954년 7월 25일, 오사카 구장에서 열린 주니치 드래곤스와의 경기에서 주심의 판정을 둘러싸고 분개했고 후지무라가 주심을 폭행하자 일부 관중들이 그라운드에 난입해 경기가 중단되었다. 이후 경기가 재개되었으나 퇴장당한 후지무라가 다시 타석에 들어서자 관중들이 다시 그라운드로 난입해 몰수 경기가 되었다. 마쓰키는 후지무라가 주심을 폭행했을 때 연속 경기 출장 기록을 세우고 있던 후지무라의 벌금을 해결하기 위해 주심에게 적대감을 보이며 딴죽을 걸어 후지무라와 함께 퇴장을 당했는데 결국 둘 다 출장 정지와 함께 벌금 처분이 내려졌다. 시즌 후 이 몰수 경기에 대한 책임을 지고 퇴단했다. 1973년에 발행한 저서 《타이거스의 성장》에서 이 같이 기록하고 있지만 이에 앞서 1960년대의 좌담회에서 “나보다 높은 월급을 받는 선수가 6명 있었는데 원정 중의 식당차 급여는 내가 지불하고 있었고, 실수령액 12만 엔의 봉급에서 어떻게 해나가야 할지 경제적으로 고민을 했다”고 다른 이유를 밝히기도 했다.
감독 시절 5시즌 동안 양대 리그 분열에 따른 주력 선수의 퇴단으로 전력상 문제를 겪고 마쓰키는 개인 자금을 쏟아 부어 팀 재건에 앞섰다. 비록 우승은 못했지만 승률이 5할 이하로 떨어진 시즌이 없어 구단 역사 《한신 타이거스 쇼와의 발자취》에서는 “마쓰키의 수완과 열정이 높이 평가받는 이유이다”라고 평가하고 있다. 마쓰키 이후 1990년에 나카무라 가쓰히로가 취임할 때까지 한신은 5년 이상 재임한 감독이 없었다.
1955년 다이에이 스타스의 타격 코치를 지내다가 이듬해 1956년에는 감독을 맡았다. 1958년부터 1960년에는 도에이 플라이어스의 타격 코치를 역임했는데 1959년 도에이에 입단한 하리모토 이사오가 마쓰키를 스승으로 받들어 타격 부진에 시달릴 때면 마쓰키를 찾아가 지도를 받았다. 1961년부터 1968년까지는 NHK의 야구 해설자를 맡았고 1969년에서 1970년 도중까지 도에이의 감독을 역임했다.

### 도에이 감독 사임 ~ 말년
도에이 감독 사임 후 TBS(도쿄 방송)의 야구 해설자로 활동했고 1978년에는 야구 명예의 전당에 헌액되었다. 해설자 시절인 1973년에 발간한 《타이거스의 성장 - 한신 구단 역사》(고분샤)는 정보가 부족한 단일 리그 시대의 귀중한 자료가 되었고, 한신의 역사에 대한 책은 대부분 그의 저서를 참고로 했다. 마쓰키의 사후 같이 본래 한신 선수였던 오쿠이 시게카즈가 1986년에 추가한 부분을 더해 1992년에 마쓰키의 부분과 함께 《오사카 타이거스 구단 역사 - 1992년도 판》으로 베이스볼 매거진사에서 발행되고 있다.
한신이 첫 일본 시리즈 우승을 차지한 1985년 오프 시즌에 열린 구단 주최 일본 제일 기념 파티에는 역대 감독 중의 한 명으로 초청받았다. 이듬해 1986년 2월 21일에 향년 77세의 나이로 사망했다.

## 에피소드

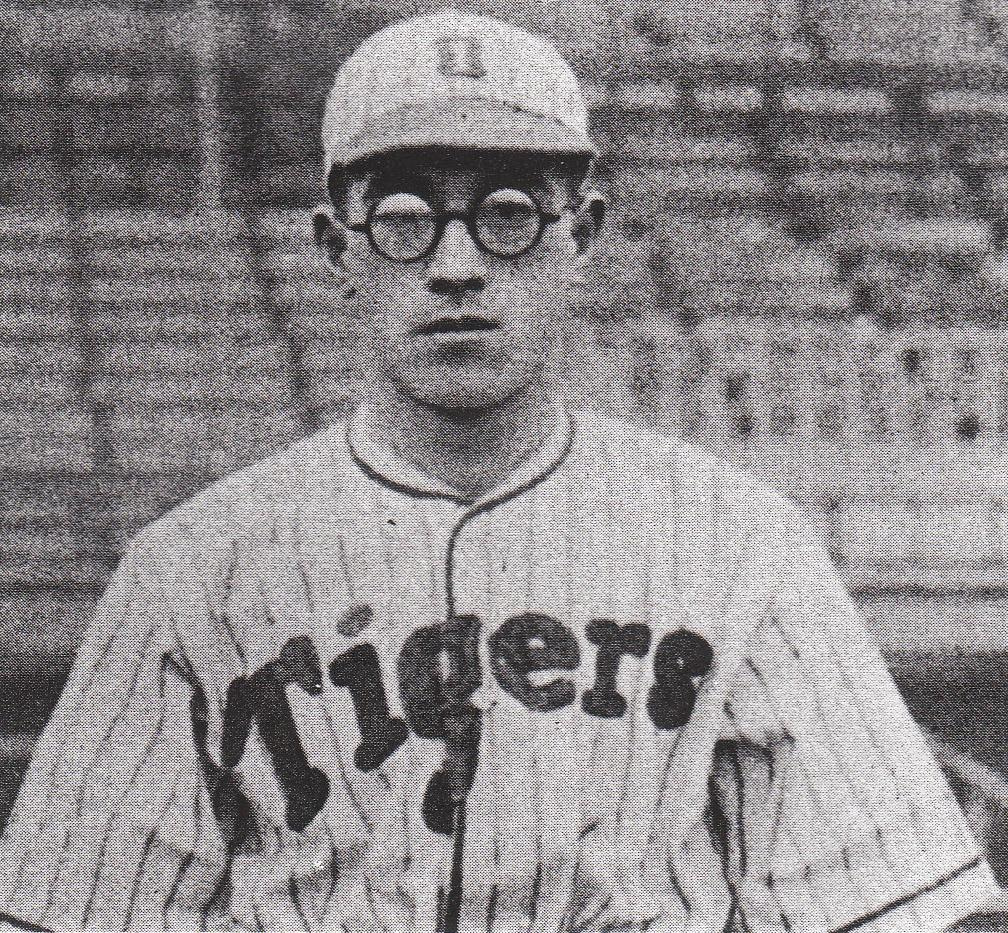
미소노오 다카오(1937년 촬영)

선수 시절에는 로이드 안경을 착용하여 활약했는데(안경 자체는 현역 은퇴 후에도 트레이드 마크가 되었다) 초창기부터 타이거스의 팀 동료 미소노오 다카오도 로이드 안경을 착용하여 플레이했다. 2002년 발행된 무크책 《맹호 대감》(발행원 : 베이스볼 매거진사, 서적코드 : ISBN 4583611862)에서는 미소노오를 소개하는 기사에 마쓰키의 사진(상기 기본 정보 참조)이 잘못 게재된 적이 있다.

## 상세 정보

### 출신 학교
- 후쿠이 현립 쓰루가 상업학교(현재의 후쿠이 현립 쓰루가 고등학교)
- 메이지 대학

### 선수 경력
- 나고야 철도국(현재의 JR 도카이 경식 야구부)
- 다롄 실업단
- 오사카 타이거스·한신군(1936년 ~ 1941년)
- 다이도 제강
- 마쓰키 공업
- 오사카 타이거스(1950년 ~ 1951년)

### 지도자·기타 경력
- 오사카 타이거스·한신군·오사카 타이거스 감독(1940년 ~ 1941년, 1950년 ~ 1954년)
- 다이에이 스타스·다이에이 유니온스 타격 코치(1955년 ~ 1956년 6월 2일)
- 다이에이 유니온스 감독(1956년 6월 3일 ~ 1957년)
- 도에이 플라이어스 타격 코치(1958년 ~ 1960년)
- NHK 야구 해설자(1961년 ~ 1968년)
- 도에이 플라이어스 감독(1969년 ~ 1970년 7월 29일)
- TBS 야구 해설자(1971년 ~ 1985년)

### 수상·타이틀 경력

#### 타이틀
- 수위 타자 : 1회(1937년 춘계)
- 홈런왕 : 1회(1937년 춘계)
- 최다 안타(당시는 타이틀은 아님) : 1회(1937년 춘계) ※1994년부터 타이틀로 제정됨

#### 수상
- 일본 야구 명예의 전당 헌액자(1978년)

### 등번호
- 9(1936년 ~ 1941년, 1950년)
- 30(1951년 ~ 1954년, 1969년 ~ 1970년)
- 50(1955년 ~ 1960년)

### 연도별 타격 성적
| 연 도            | 소 속       | 경 기 | 타 석 | 타 수 | 득 점 | 안 타 | 2 루 타 | 3 루 타 | 홈 런 | 루 타 | 타 점 | 도 루 | 도 루 자 | 희 생 번 | 희 생 플 | 볼 넷 | 고 4 | 사 구 | 삼 진 | 병 살 타 | 타 율 | 출 루 율 | 장 타 율 | O P S |
| ---------------- | ----------- | ----- | ----- | ----- | ----- | ----- | ------- | ------- | ----- | ----- | ----- | ----- | -------- | -------- | -------- | ----- | ---- | ----- | ----- | -------- | ----- | -------- | -------- | ----- |
| 1936년 춘계·하계 | 오사카 한신 | 15    | 75    | 67    | 14    | 17    | 5       | 1       | 0     | 24    | 12    | 7     | --       | 4        | --       | 6     | --   | 0     | 9     | --       | .254  | .315     | .358     | .673  |
| 1936년 추계      | 오사카 한신 | 26    | 102   | 80    | 14    | 16    | 3       | 1       | 1     | 24    | 14    | 10    | --       | 1        | --       | 20    | --   | 1     | 12    | --       | .200  | .366     | .300     | .666  |
| 1937년 춘계      | 오사카 한신 | 56    | 259   | 207   | 48    | 70    | 10      | 5       | 4     | 102   | 28    | 24    | --       | 2        | --       | 48    | --   | 2     | 16    | --       | .338  | .467     | .493     | .960  |
| 1937년 추계      | 오사카 한신 | 44    | 223   | 192   | 37    | 48    | 7       | 6       | 3     | 76    | 34    | 7     | --       | 3        | --       | 27    | --   | 1     | 21    | --       | .250  | .345     | .396     | .741  |
| 1938년 춘계      | 오사카 한신 | 34    | 149   | 130   | 17    | 34    | 4       | 3       | 3     | 53    | 27    | 2     | --       | 0        | --       | 18    | --   | 1     | 7     | --       | .262  | .356     | .408     | .763  |
| 1938년 추계      | 오사카 한신 | 37    | 167   | 135   | 35    | 37    | 4       | 1       | 4     | 55    | 22    | 5     | --       | 1        | --       | 30    | --   | 1     | 7     | --       | .274  | .410     | .407     | .817  |
| 1939년           | 오사카 한신 | 93    | 426   | 357   | 63    | 102   | 15      | 8       | 1     | 136   | 41    | 23    | --       | 1        | 2        | 63    | --   | 1     | 26    | --       | .286  | .394     | .381     | .775  |
| 1940년           | 오사카 한신 | 98    | 386   | 330   | 44    | 78    | 5       | 7       | 2     | 103   | 32    | 14    | --       | 1        | 5        | 50    | --   | 0     | 16    | --       | .236  | .337     | .312     | .649  |
| 1941년           | 오사카 한신 | 65    | 221   | 196   | 15    | 43    | 11      | 1       | 0     | 56    | 13    | 2     | --       | 1        | --       | 24    | --   | 0     | 13    | --       | .219  | .305     | .286     | .590  |
| 1950년           | 오사카 한신 | 10    | 13    | 11    | 0     | 3     | 0       | 0       | 0     | 3     | 1     | 0     | 0        | 0        | --       | 2     | --   | 0     | 0     | 2        | .273  | .385     | .273     | .657  |
| 1951년           | 오사카 한신 | 1     | 1     | 1     | 0     | 0     | 0       | 0       | 0     | 0     | 0     | 0     | 0        | 0        | --       | 0     | --   | 0     | 1     | 0        | .000  | .000     | .000     | .000  |
| 통산 : 8년       | 통산 : 8년  | 479   | 2022  | 1706  | 287   | 448   | 64      | 33      | 18    | 632   | 224   | 94    | 0        | 14       | 7        | 288   | --   | 7     | 128   | 2        | .263  | .371     | .370     | .742  |

- 굵은 글씨는 시즌 최고 성적.
- 오사카(오사카 타이거스)는 1940년 시즌 도중에 한신(한신군)으로 구단명을 변경.

## 관련 정보

### 출연 프로그램
NHK 해설자 시대(1961년 ~ 1968년)
- NHK 프로 야구

TBS 해설자 시대(1971년 ~ 1986년)
- TBS 라디오 익사이트 베이스볼(TBS 라디오)
- 사무라이 프로 야구(TBS TV에서 방송되는 프로 야구 중계의 현재 타이틀)